# Louis-Philippe Dury
Louis-Philippe Dury est un acteur québécois né le 23 juin 1992.

## Filmographie

### Cinéma
- 2001 : Crème glacée, chocolat et autres consolations : Jérémi
- 2003 : La Grande Séduction : Jules Auger
- 2004 : Monica la mitraille : Maurice
- 2007 : La Belle Empoisonneuse de Richard Jutras : Homère, 13 ans
- 2006 : The Rip-Off : Kid
- 2011 : Coteau rouge d'André Forcier : tondeur de pelouse

### Télévision
- 2002-2003 : Mon meilleur ennemi : Simon, fils de Claire
- 2006 : Providence : un écolier
- 2007 : Nos étés : Bengamin Forget